# M67 (天体)
座標:  08h 51m 18s, +11° 49′ 00″
M67（NGC 2682）はかに座にある散開星団である。

## 概要
双眼鏡ではまるい星雲状の光の上に星が見えてくる。星の配置が見えてくるのは口径8cmの望遠鏡からである。口径10cmの望遠鏡で、冠のように宝石をちりばめたような眺めになる。口径20cmになると背後にある微星が見えてくる。口径30cmになるとさらに微星がみえすばらしい眺めになる。どの口径でも楽しめる散開星団である。
散開星団の中でも年齢がふるく、星団の年齢は太陽と同程度である。また、構成する化学組成も太陽と似ているとされるため、太陽と同じタイプの星の研究に使われている。M67に属する恒星は性質が太陽に似ているため、M67は太陽の生まれ故郷で、太陽は誕生後に星団から離れて現在の軌道に落ち着いたという説があったが、星団と太陽の運動から考えて、太陽がM67で誕生した可能性は低いという研究も発表されている。
輝星星表にリストされている唯一のメシエ天体である (HR 3515) 。

## 観測史
ヨハン・ボーデによると1779年までにヨハン・ゴットフリード・ケーラーが発見したとされるが、ケーラーの使った機器では星団として認識できず、「かに座αに近い楕円形の星雲」と記している。1780年シャルル・メシエは「かに座の南の爪で星雲状のものを交えた星の群れ」と記している。1783年ウィリアム・ハーシェルは「星に分解。非常に密集したまことにきれいな星団で、どんな望遠鏡でもたやすく見える」とした。ジョン・ハーシェルは「顕著な目標。非常に明るくて大きく星数が多く、10～15等級」とした。カミーユ・フラマリオンは「とうもろこしの一束」と表現している。